# ۶۱۵ (میلادی)
۶۱۵ (میلادی) ششصد  و پانزدهمین سال تقویم میلادی است.

## رویدادها
جنگ های خسرو پرویز با روم شرقی
دعوت پیامبر اسلام در مکه 

## درگذشتگان
‎